# Jonas Guimarães
Jonas Guimarães (Lavínia, 7 de maio de 1951) é um empresário e político brasileiro, atualmente deputado estadual.
Em março de 2016, o deputado anunciou sua saída do PMDB por problemas com o diretório do partido no estado, comandado pelo grupo do senador Roberto Requião e o ingresso no Partido Socialista Brasileiro (PSB).
É cristão evangélico, tendo frequentado a Congregação Cristã no Brasil. Seu irmão, Edno Guimarães, foi prefeito do município de Cianorte.
Em março de 2019, foi condenado pela 2ª Vara da Fazenda Pública de Curitiba, por improbidade administrativa, pelo uso irregular da editora da Assembleia Legislativa do Paraná, quando imprimiu material para uso próprio.